# 高应钦
高应钦（？—），男，天津静海人，中共党员，1986年毕业于清华大学。
曾历任滨海快速副总经理、泰达滨海站公司总经理、泰达城轨董事长、总经理。2008年，获国家科技进步奖二等奖。2015年11月23日至2017年7月3日，任天津泰达足球俱乐部董事长、总经理。之后继续担任泰达城市轨道投资发展有限公司党总支书记、董事长、总经理。